# 米亚斯
米亚斯（法語：Millas，法語發音：[mijas] ⓘ）是法国东比利牛斯省的一个市镇，位于该省中东部，属于普拉德区。

## 地理
米亚斯（42°41'30"N, 2°41'44"E）面积19.12 平方千米，位于法国奧克西塔尼大區东比利牛斯省，该省份为法国大陆部分最南部的省份，涵盖了北加泰罗尼亚，北起奥德省，西接阿列日省和安道尔，南与西班牙接壤，东临地中海。
与米亚斯接壤的市镇（或旧市镇、城区）包括：蒙内、科尔内亚-拉里维耶尔、圣费利于达蒙、科贝尔莱卡巴讷、科贝尔、泰特河畔伊耶、内菲亚克、贝莱斯塔、卡梅拉斯。

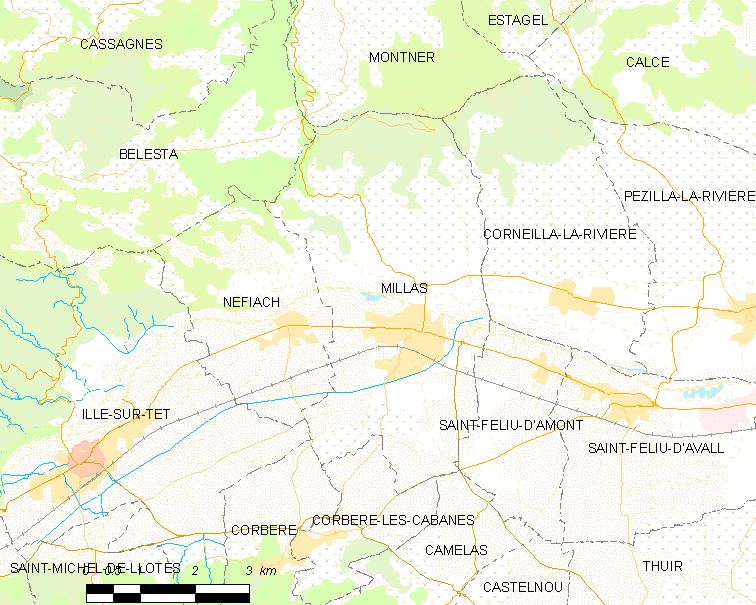
米亚斯的OSM定位图

米亚斯的时区为UTC+01:00、UTC+02:00（夏令时）。

## 行政
米亚斯的邮政编码为66170，INSEE市镇编码为66108。

## 政治
米亚斯所属的省级选区为泰特河谷县。

## 人口

1962-2008年间米亚斯人口变化图示

米亚斯于2022年1月1日时的人口数量为4325人。